# Железнодорожный тоннель
Железнодоро́жный тонне́ль — тоннель, предназначенный для движения поездов. Условно выделяются тоннели, проходящие через горный массив, тоннели, проходящие под водой, внутригородские тоннели, иначе называемые глубоким вводом. Тоннели метрополитена по своей сути также относятся к железнодорожным тоннелям.
В июле 2006 года на сети ОАО «Российские железные дороги» эксплуатировалось 162 тоннеля общей протяжённостью 119 километров.
Самым длинным железнодорожным тоннелем в России является Северомуйский тоннель — часть Байкало-Амурской магистрали, открытый 5 декабря 2003 года. Тоннель имеет протяжённость 15 343 метра и проходит под Северомуйским хребтом. Строительство тоннеля заняло 27 лет.
Самым протяжённым железнодорожным тоннелем в мире является Готардский базовый тоннель в Швейцарии. Его длина составляет 57 километров, он введён в эксплуатацию в конце 2016 года.

## Системы управления железнодорожными тоннелями
Каждый крупный и активно эксплуатируемый тоннель требует работы системы управления, которая включает в себя систему вентиляции, безопасности, телеметрии.
На протяжении особо длинных железнодорожных тоннелей устраиваются аварийные станции, которые в случае возникновения пожара позволят эвакуировать пассажиров.

## Изображения

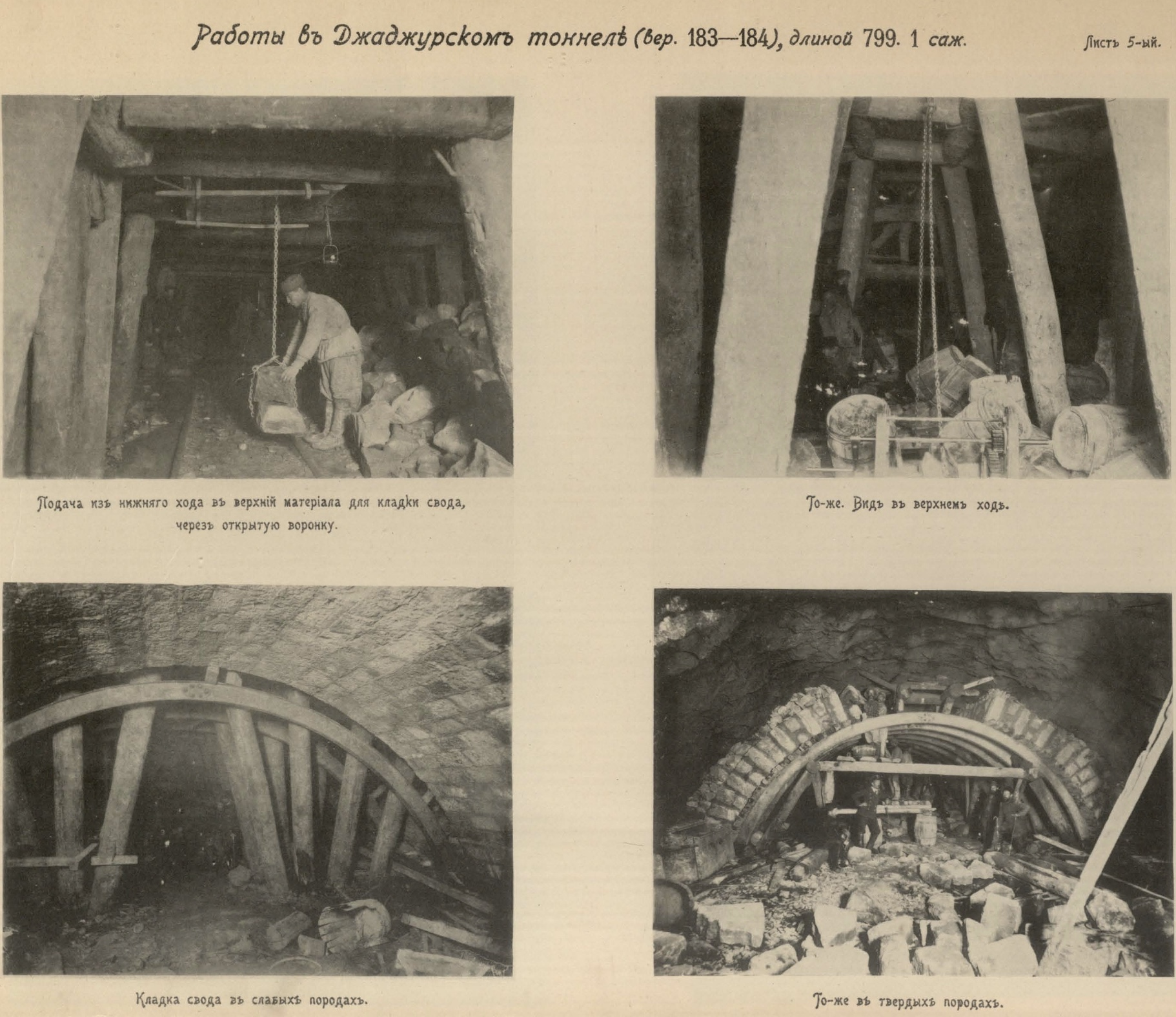
Строительство Джаджурского тоннеля (ныне Республика Армения), 1986 год. Армянская железная дорога
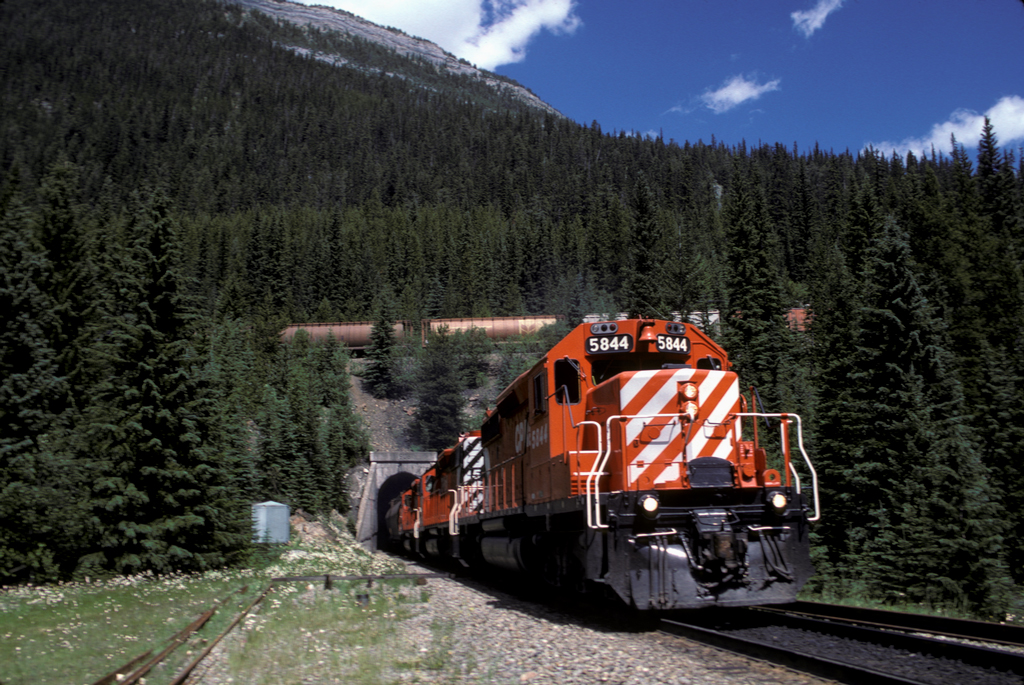
Поезд выходит из тоннеля на перевале «Большой холм» (англ. Big Hill) Канадской тихоокеанской железной дороге в Британской Колумбии[англ.] (англ. Canadian Pacific Railway in BC)
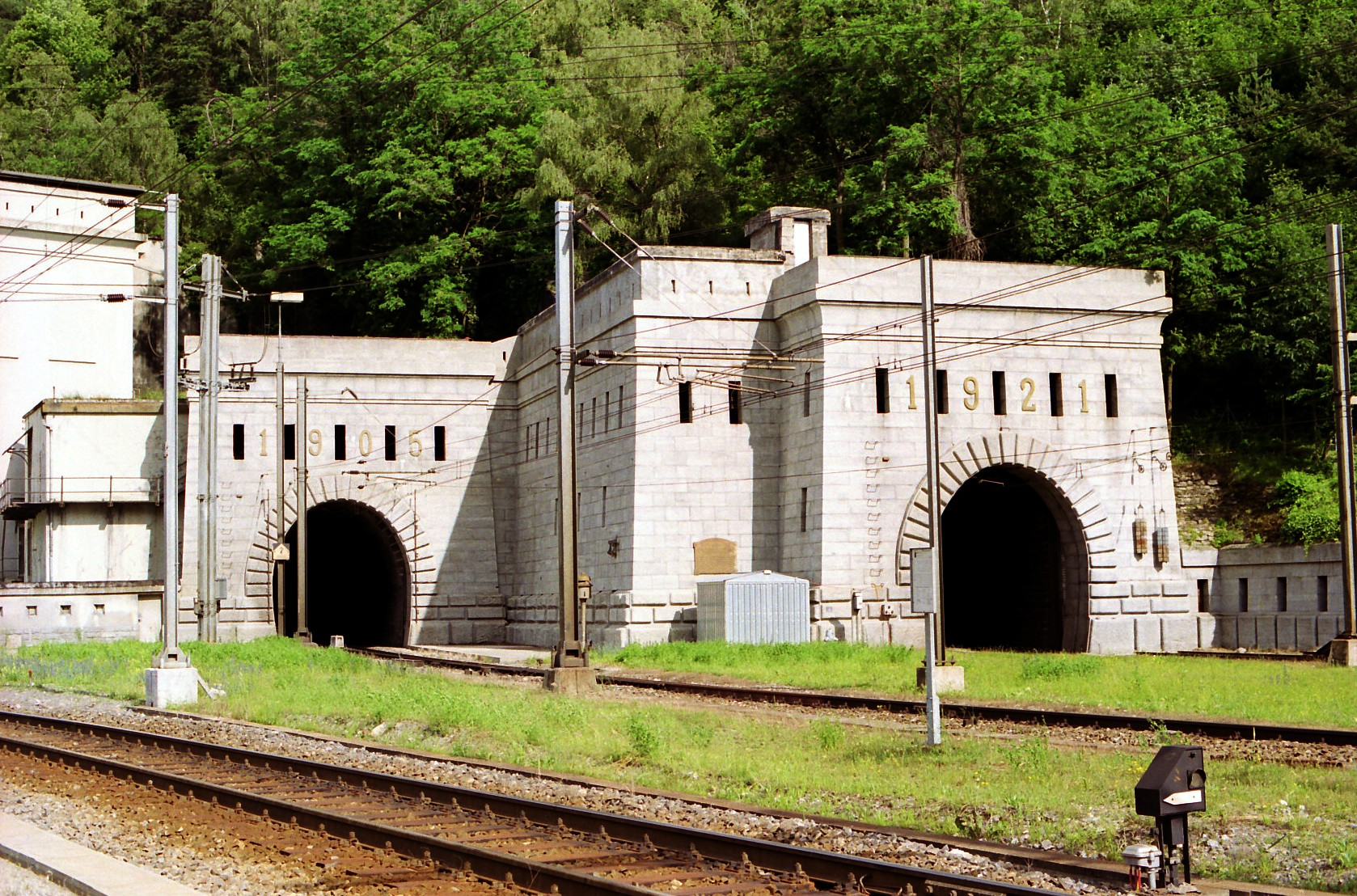
Портал Симплонского тоннеля со швейцарской стороны
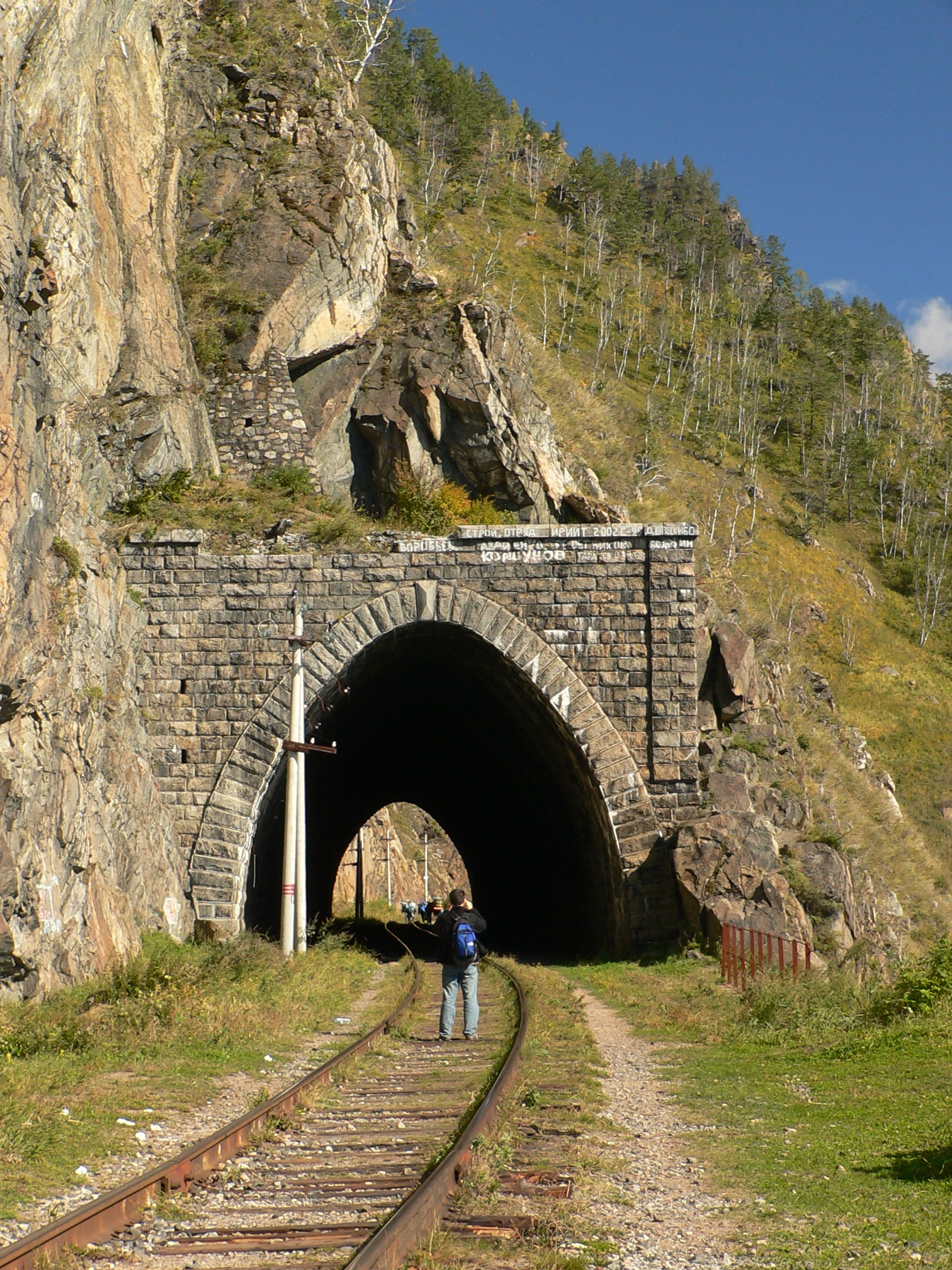
Короткий железнодорожный тоннель Кругобайкальской железной дороги